# Нинель
Нине́ль — женское личное имя. Образовано при обратном чтении фамилии основателя Советского государства В. И. Ленина.
Нинель — одно из наиболее употребимых женских имён «идеологического звучания» (см. Имена советского происхождения). Имя в русском языке и культуре закрепилось дольше многих других советских имён-неологизмов, к которым был всплеск интереса в 1920-е — начале 1930-х годов; в «Словаре русских личных имён» Н. А. Петровского, вышедшем в 1966 году, отмечалось, что имя вошло в обиход благодаря хорошему звучанию. Удачность звукосочетания, образующее имя, а также встроенность нового имени в ряд уже существовавших имён (ср. Нина, Нелли) позволили ему легко войти в активное употребление.